# 暗黑檔案
《暗黑檔案：圖書館員對人皮書科學與歷史的調查》（英語：Dark Archives: A Librarian's Investigation into the Science and History of Books Bound in Human Skin）是圖書館員兼正向死亡倡導者梅根·羅森布魯姆於2020年出版的非小說類書籍。該書的主題是人皮书（即是以人類皮膚當作書籍封面），闡述了羅森布魯姆對此類書籍及其歷史、倫理和文化影響的研究。
此書重點探討了人皮書與醫學史之間的關係：大多數已確認的人皮書都是由醫生製作或擁有，這與人們通常認為它們與納粹德國、連環殺手或法国大革命有關的錯誤觀念截然不同。羅森布魯姆討論了這種做法如何反映出人們對於是否同意醫療專業人員使用其遺體和處置手法的變化，以及人皮書歷史如何與醫學倫理學歷史交織在一起。作者採訪了圖書館員、檔案管理員、收藏家和相關專家，並研究了此類書籍的著名例子及其起源。雖然她支持保存和維護人皮書，但書中也涵蓋了相反的論點，例如普林斯頓大學圖書館館員保羅·尼達姆的觀點。
《暗黑檔案》由麥米倫出版公司旗下的法勒、斯特勞斯和吉魯出版社於2020年10月發行。評論家稱讚這本書研究透徹、行文清晰，以及展現出對善本及其歷史的熱情。羅森布魯姆處理這個主題的視角和歷史也引起評論家的關注，部分人對此表示讚賞，亦有部分質疑其敏感性。作者是「正向死亡運動」的重要成員，她在哲學上主張公開討論死亡問題，反對死亡禁忌，評論家因而認為這對她對待人皮書的態度產生了核心影響。

## 背景
一本講述人類靈魂的書值得用人皮做封面。——出自阿爾塞納·烏賽著作《靈魂的命運》（Des destinées de l'ame）內發現的手寫注釋。此書自1934年便被哈佛大学霍頓圖書館收藏，科學家於2014年確認此書是使用人皮裝幀。

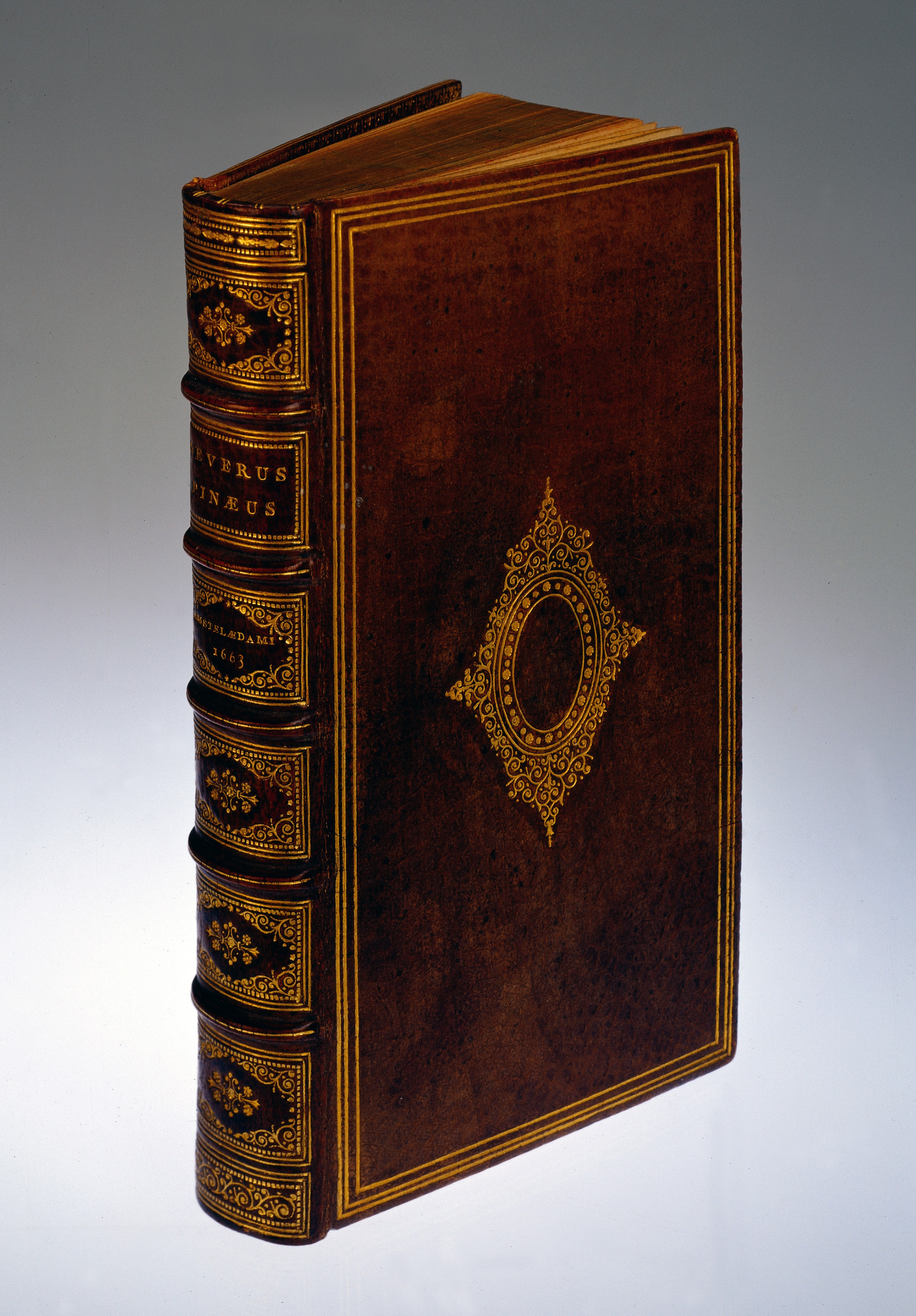
英國倫敦惠康圖書館收藏的《對處女的貞潔與敗壞的觀點》（De integritatis et Corruptionis virginum notis），據稱是用人皮裝訂 (Note: 此書在2002年接受毛囊檢查，得出的結論是它屬於人皮書，但尚未進行肽質量指紋譜測試。)

人皮书——以人類皮膚作為封面的書籍——在19世紀達到頂峰。由於醫生經常接觸到屍體，因此這種做法在他們之間甚為流行。不過，即使在人皮書最流行的時候，這種做法也很罕見，许多所谓的人皮书并未使用人皮。截至2024年，組織「人皮書計劃」（Anthropodermic Book Project）已檢驗32本書籍，當中有18本屬於人皮書。雖然在談及人皮書時，人們就會立馬想到納粹大屠殺，聲稱納粹德國曾以人皮製成燈罩，但沒有證據表明納粹曾用大屠殺受害者的皮膚裝訂書籍，或者製成人皮燈罩。直到20世紀初，人皮書逐漸沒落。
到了2010年代中期，人們才能夠明確鑒定書籍是否由人類皮膚裝訂而成。昔日，人們主要依賴目視，輔以機械放大，檢查封面上有沒有毛囊等皮膚器官。曾經有病理學家在檢查懷疑人皮書時，指出鞣革過程業餘，認為所使用的皮膚是透過可疑手段取得，從而得出皮膚是人皮的推論。21世紀初，研究人員認為基因檢測是種可行的潛在識別手段。然而，這項測試會檢測到人類的殘留物，以致一些經常被人手觸摸的物品可能會得出偽陽性結果。最終基因檢測亦被認為是不可行，其一原因是結果會因為人為操作而受到干擾，另一原因是人類基因會隨著時間推移而降解，而將皮膚製成皮革的鞣製過程更會加速這種情況。肽質量指紋譜的出現令研究人員更有效地檢測並得出確鑿的結果，此方法甚至成為黃金標準；首本應用此法鑑定並得到承認的人皮書是《靈魂的命運》，由法國哲學家阿爾塞納·烏賽所著，現藏於哈佛大學霍頓圖書館。
梅根·羅森布魯姆是美國加利福尼亚大学洛杉矶分校圖書館的館藏策略管理員，曾在南加州大学醫學圖書館擔任圖書館員。她是「正向死亡運動」（Death Positive Movement）的重要成員，該組織主要推廣摒棄死亡禁忌及其相關的死亡「沉默文化」。她亦與禮儀師凱特琳·道蒂合作確立這個概念，並幫助建立「善終秩序」（The Order of the Good Death）等組織。在進入圖書館學領域之前，羅森布魯姆曾經擔任記者。《暗黑檔案》源於2008年她在學校修讀圖書館學期間，參觀費城马特博物馆的經歷。在那裡她看見了數本由人皮製成的書籍，細看時更驚訝地發現這些書籍竟然是出自「備受尊敬」的醫生之手，而非她想像般與連環殺手或納粹有關，這促使她更深入地研究人皮書現象。

## 概要

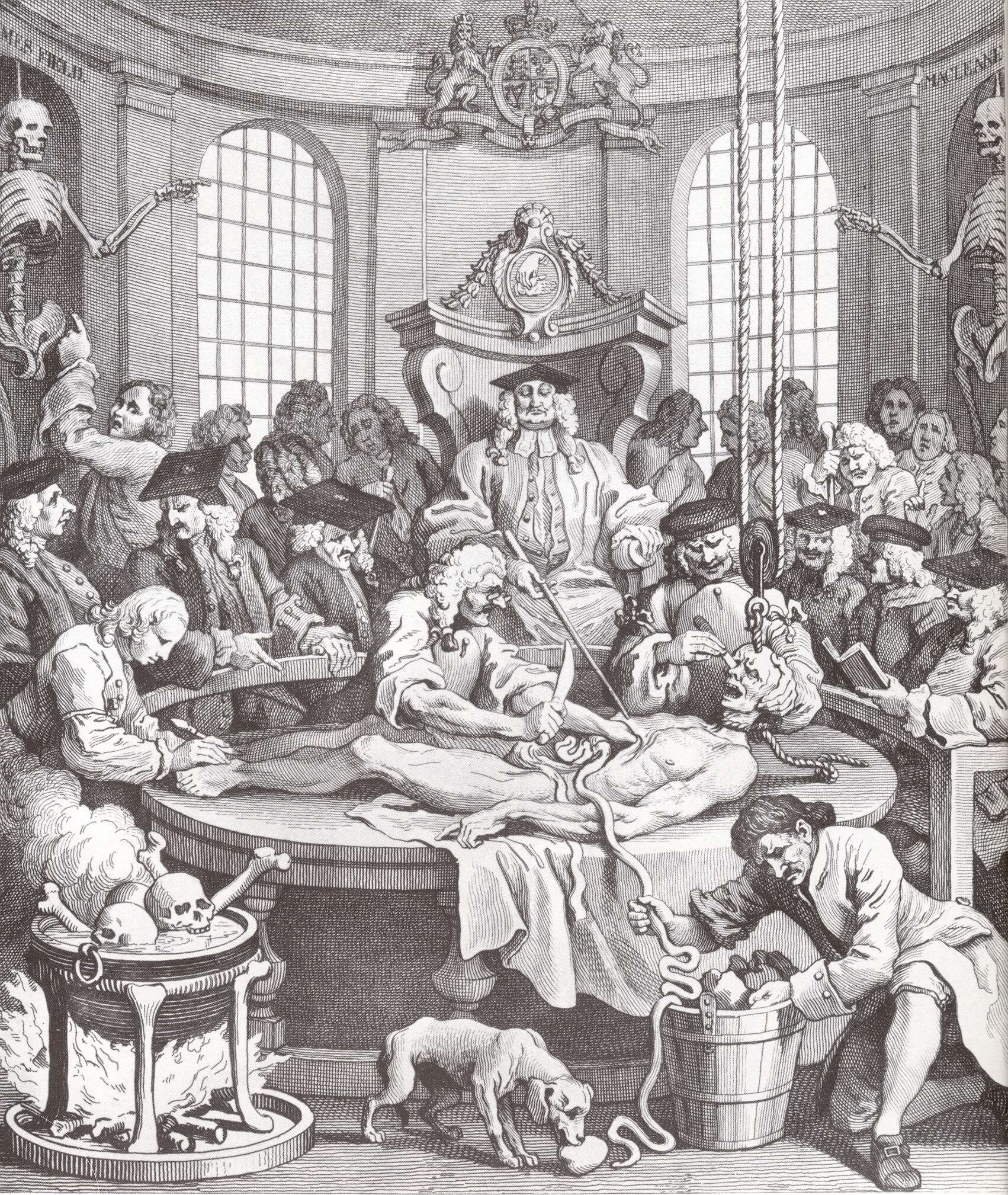
英國畫家威廉·贺加斯所製作的《残酷的四个阶段》，描繪了1751年某名罪犯的解剖過程，過程促成某些人皮書的誕生

《暗黑檔案》圍繞著人皮書的歷史、來源、神話。另外，因為大多數獲確認為人皮書的書籍都是由醫生製作或擁有，所以此書亦特別著重於人皮書與醫學史和醫學倫理學之間的關係。作者梅根·羅森布魯姆在書中討論這對歷史和現代生物倫理學的影響。
此書的序言和第一章描述作者在參觀馬特博物館時的經歷，並如何引導她開始研究人皮書。接著，她闡述檢測確認這類書籍的方法和歷史，包括目測、基因檢測、肽質量指紋譜（PMF），以及她與他人共同創立、旨在對疑似人皮書進行PMF測試的組織「人皮書計劃」。經檢測後，她發現這些書籍幾乎都是由醫生製作，促使她進一步研究醫學倫理史。在第二章中，她研究與製作人皮書有關的常見迷思，例如它們與法国大革命之間的聯繫。當時有流言稱，革命者在法國默東建立人皮製革廠，生產用人皮製成的衣物。坊間聲稱有幾本書與這些傳聞中的製革廠有關，但悉數未能通過PMF測試。同樣，有關納粹人皮書的謠言也得到澄清。
羅森布魯姆綜述圖書館員和檔案管理員對於人皮書的看法。書中描述她與普林斯頓大學圖書館館員保羅·尼達姆的訪談，後者公開反對保存此類裝訂書籍。她與尼達姆討論人皮書應否得到保存：作者認為，為了進一步研究這些書籍背後的實際意義，它們值得保存；不過尼達姆指出，重新裝訂這些書籍是道德倫理上的必然，而不是出於保存方面的考慮。兩人及後又談到保存其他印刷品的限制，例如空間、館藏數位化、早期紙張質素等。
羅森布魯姆隨後提及著名的人皮書例子，以及相關的重要人物，既有與這種做法有關的醫生，也有提供皮膚的人。曾製作三本人皮書的約翰·史托克頓·霍夫（John Stockton Hough）是其一例子；他是19世紀的醫生，因設計陰道直腸窺器和編制首個已知的醫學早期目錄而聞名。他在解剖貧困愛爾蘭移民瑪麗·林奇（Mary Lynch）的遺體時，取下其皮膚，並用來裝訂幾本有關生殖和婦科的重要刊物。她將人皮書與那些出身名門且功成名就的醫生掛勾，稱當時的醫生多為藏書家，他們擁有足夠的財富和機會來擴大藏書量，甚至希望透過自己的著作為藏書作出貢獻。她續指，雖然樣本量較小不足以下斷語，但在已鑒定的人皮書中，絕大多數都是與醫學有關。另一方面，她提到時常有人會問情色人皮書是否存在：「我常常說沒有，直到我們檢驗了一首在19世紀印刷的16世紀法國BDSM寓言詩，得出結果的確是由人皮裝訂。」
人皮書在裝訂過程中需要用到很多皮膚，而它們被醫學界「認識」的方式各不相同。例如，有些人在醫院窮困潦倒地死去，不過當時的醫生認為其遺體甚具醫學研究價值，所以沒有把遺體交還給親屬。另有部分人是罪犯，他們會在遭處決後被解剖，而這屬於懲罰的一部分，例如犯下红谷仓谋杀案的威廉·科德。事實上，當事人生前未有同意醫生或其他相關人士取走自己的皮膚作人皮書裝訂之用；唯一已知的例外是馬賊詹姆斯·艾倫，他堅持用自己的皮膚裝訂其回憶錄。
醫學倫理學的出現和演變是此書的重點。羅森布魯姆指出，人們是否同意在離世後捐贈遺體供醫療專業人員使用，是醫學界近來才關注的議題。她稱昔日人們抗拒捐贈遺體，以致醫學界不得不「光顧」盜屍者；但是自20世紀開始，自願參與遺體捐贈的人緩慢增加，而直到1960年代，供醫學生學習解剖學的遺體有「七成至百分百」都是自願捐贈的。她又調查與人皮書具有相似美學的現代現象，例如死後刺青保存。在訪問致力於保存刺青的非營利組織「永遠保存我的墨水」（Save My Ink Forever）負責人時，她探討人們同意後所衍生的生物倫理學影響和後果，以及自願保存與非自願挪用在法律上有何不同。此書還探討不同法律體系在這些問題上的差異，例如：美國在同意身體處置方面具有特別的個人主義意識，因而允許這種自願捐贈；法國和英國等其他國家則有更嚴格的規定。
在此書的結尾部分，羅森布魯姆談到私人收藏的人皮書。她稱經過PMF測試後，收藏在博物館的人皮書大多數屬於真品，但私人收藏的一般都是贗品。不過，她和同事推測法國的私人收藏家可能擁有更多人皮書真品。法國對於擁有和出售人體遺骸的法律非常嚴格，因此不鼓勵公開或在圖書館收藏此類書籍。但是，關於法國書籍收藏的參考書表明，許多人皮書都是屬於秘密收藏。此書所討論的最後一本真正人皮書，是屬於某位私人收藏家的《金甲蟲》複本；該書是美國作家爱伦·坡的突破性短篇小說，據信曾經由諾貝爾文學獎得主約翰·史坦貝克擁有。

## 資料搜集與出版

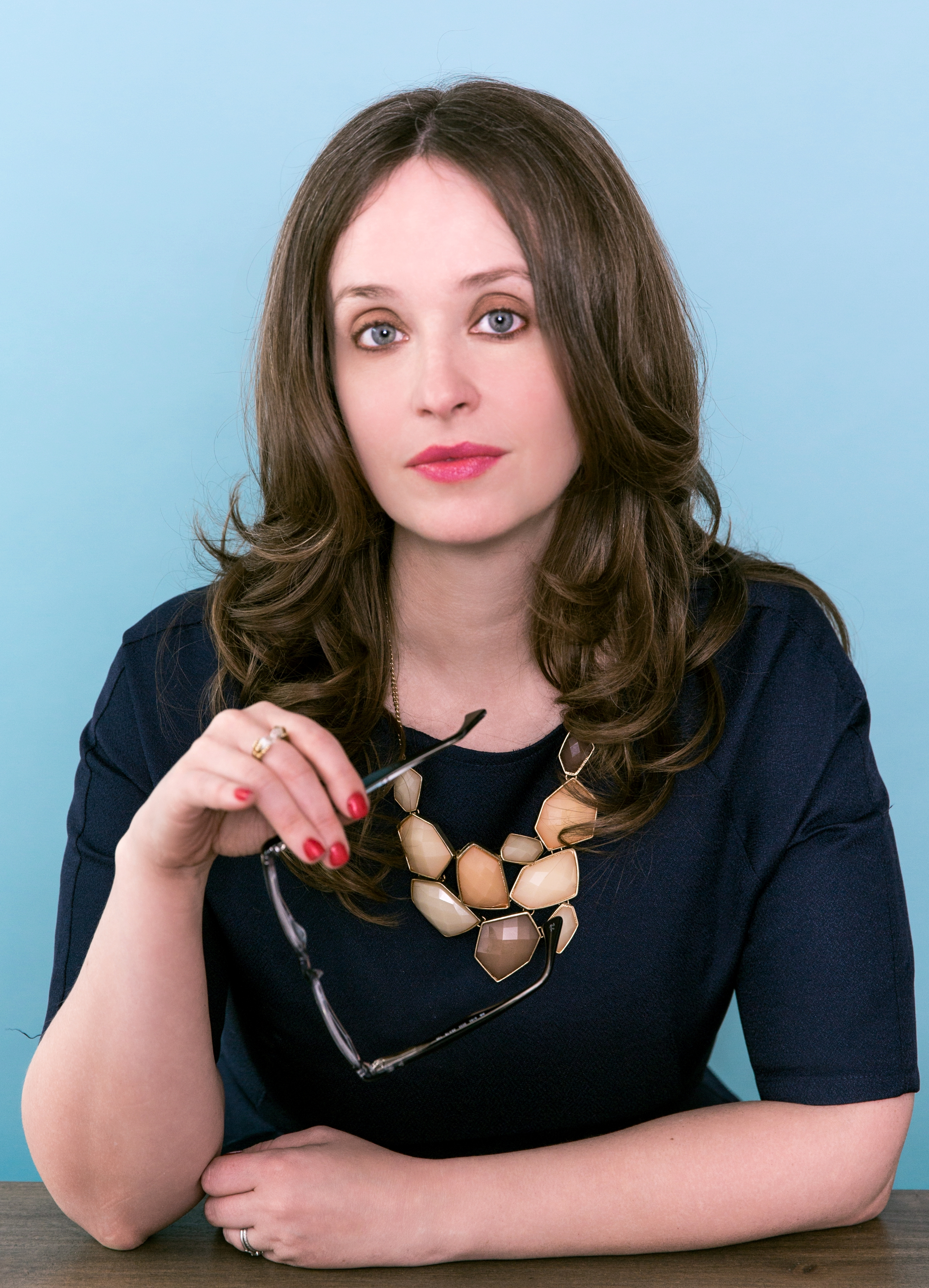
作者梅根·羅森布魯姆，攝於2016年

羅森布魯姆花了六年時間為《暗黑檔案》搜集資料，期間更走訪歐美各地的文學檔案館和私人收藏家。她的研究不僅圍繞書籍本身，還包括書籍的製作過程和後勤。為此，她參觀了一家製革廠，以進一步瞭解皮革加工的過程；此書第四章專門描述皮革加工過程，當中亦有提及皮革廠的環境充斥著難聞的氣味和濃烈的血腥味。
此外，她亦訪問了不少圖書館員、檔案保管員及其他研究人員。部分受訪者不同意作者對於人皮書所抱持的態度，其中包括時任普林斯顿大学謝德圖書館館長保羅·尼達姆。雙方討論了保存人皮書所衍生的倫理問題。尼達姆認為這類書籍裝訂應被拆除，並以火葬或土葬處理。然而，作者對於修復人皮書持更積極的態度，她在書中雖然轉載了這些觀點，但並不同意。評論家宣稱，她這種「兼顧了學術興趣和敬畏之心」的觀點，相信是受到她公開討論死亡的哲學聯繫，以及人皮書具有重大歷史和哲學價值的觀點所影響。
《暗黑檔案》由霓虹文學（Neon Literary）的安娜·斯普勞爾·拉蒂默（Anna Sproul-Latimer）代理，並於2020年10月經出版公司旗下的法勒、斯特勞斯和吉魯出版社出版。書長288頁。

## 回響
《暗黑檔案》獲得普遍正面的評價。評論家討論了羅森布魯姆研究的深度，通俗易懂的寫作風格，以及她對於這些珍貴書籍的歷史和保存所展現的熱情。部分評論也關注她的思想和意識形態立場。另一方面，評論家對她在探討人皮書主題時所採用的視角有褒有貶。

### 學術層面
評論家讚揚此書的學術深度和對於倫理問題的推想。《洛杉磯書評》刊登了由霍頓圖書館館長克里斯汀·雅各布森（Christine Jacobson）撰寫的評論，她探討作者對於人皮書的研究水平，並稱這是將原本被視為「怪誕奇物」的物品人性化。另一方面，她又從自己作為館長參與維護一本人皮書時的經歷出發，讚揚羅森布魯姆的「好奇心和同理心」，並強調了自己提出的生物倫理考量。詹姆斯·漢布林是專門從事公共衛生領域的醫生和記者，他在《纽约时报》撰寫的書評中，重點介紹這本書揭穿有關人皮書的神話和傳說。他詳細闡述「醫學同意時代」的近期情況，以及醫學界剝削病人的悠久歷史，同時讚揚作者「迫使我們（醫生）正視這條弧線，使它更緊迫地朝著道德的方向發展」的努力。
耶鲁大学哈維·庫興/約翰·海伊·惠特尼醫學圖書館館員梅根·南斯（Megan Nance）在《醫學圖書館協會期刊》上給予此書正面評價。南斯評論羅森布魯姆在識別誰人皮膚被用於裝訂書籍所作出的努力，使讀者能夠了解他們是誰，以及如何成為書籍封面的非自願提供者，更稱她「大膽地把早期醫學界缺乏同理心和醫療剝削聯繫起來」。期刊《文化地理》的評論家也讚揚《暗黑檔案》，但希望它更多地運用批判理論的視角。雜誌《大學和研究圖書館》則刊登黛安·迪亞斯·德法齊奧（Diane Dias De Fazio）的書評，她形容該書是為「普通讀者（儘管是書迷）」而撰寫。她對於此書的書目學術性有褒有貶，指出大多數讀者會欣賞它對人皮書主題的廣泛概述，但特色館藏專家可能會認為它過於簡短。

### 美學與哲學
《暗黑檔案》的寫作風格、美學情趣、哲學傾向引起評論家的注意。全国公共广播电台的康納·古德溫（Connor Goodwin）覺得這書是本「刺激的萬聖節讀物」，將「血腥刺激與歷史事實和道德細微差別結合在一起」；但批評它對於屍體法律地位的深入討論過於枯燥，是「羅森布魯姆少數忽視讀者的時刻」。《出版者周刊》則稱此書的行文風格就好像聽作者娓娓道來一樣，並具有「追逐刺激的明顯興奮感」，是對這個讓人敬而遠之的主題的反擊。
加拿大萊斯布里奇大學的希拉·艾爾斯（Sheilah Ayers）在《加拿大學術圖書館雜誌》（Canadian Journal of Academic Librarianship）撰文，稱此書「通俗易懂，引人入勝且極其有趣」，不過她同時強調作者對於死亡所持的積極態度，甚至達到「可以說是支持用人皮裝訂書籍」的地步。另一方面，她討論了這部作品如何在關注作者觀點的同時，還能夠吸納並呈現關於這一主題的另類觀點。她認為這種是積極的做法，可以防止讀者質疑作者在這個領域上的權威及其見解。
《新興圖書館與資訊視角》（Emerging Library & Information Perspectives）的卡羅琳·沙利文（Carolyn Sullivan）發布了一篇總體正面的評論，尤其注意到該書引用了大量書目和研究來源，但她警告說，讀者可能對其相對隨意的風格是否合適存在分歧。她以尼達姆對人皮書的看法為例，指出與羅森布魯姆的觀點相比，立場與尼達姆相近的讀者可能會認為該書風格過於輕率。她認為，羅森布魯姆對此主題的「欣賞」主導了這部作品，使它與其他更敏感的讀者疏遠，並推薦作者參與科學播客《Ologies》，從理性角度出發介紹用人皮裝訂書籍的歷史。

### 媒體推介
部分媒體將《暗黑檔案》列入它們季度或年度書籍推薦中。在《暗黑檔案》發行後不久，新聞雜誌《週刊》向犯罪紀實粉絲推薦了這本書，《连线》則描述它為意想不到的「樂趣」，又稱「在所有道德爭論和臭皮革廠的不幸中，該書仍能讓人感受到生命的力量」。《紐約時報》在2020年11月將漢布林的書評納入至推薦匯編之中，榜上有名的還有贝拉克·奥巴马的回憶錄《應許之地》，潘蜜拉·斯尼德的詩集《葬禮天后》（Funeral Diva），以及榮獲美國國家圖書獎科學+文學獎的《區塊鏈養雞場》。《图书馆杂志》亦推薦這本書，認為它是圖書館的「必備」藏書，尤其是那些醫學史類書籍很受歡迎的圖書館。

## 備註
1. ↑  2024年3月，哈佛大學圖書館宣佈，因倫理問題而決定移除人皮書封面，也會與大學和法國有關部門協商，希望以尊重的方式處置遺骸。[3]
2. ↑  此書在2002年接受毛囊檢查，得出的結論是它屬於人皮書，但尚未進行肽質量指紋譜測試。[4]